# スタノヴォイ高地
スタノヴォイ高地（スタノヴォイこうち、Становое нагорье）は、ロシアのシベリア南東部にある高山地帯。東西の長さ500kmで、バイカル湖の北東、ヴィティム高原の北、パトム高地の南、スタノヴォイ山脈の西にあたる。
南にはバイカル湖へ流れる上アンガラ川が流れ、東部でレナ川支流のヴィティム川が貫く。北はヴィティム川やレナ川の支流が発する。過去の地殻変動により、スタノヴォイ高地は東西に並行して走るいくつかの山地に分けられる。最も高い山は非公式にバム峰と呼ばれ（バム鉄道に由来するが、公式には名前が付いていない）標高3,073mに達する。